# Болле, Джеймс
Джеймс Дуган Болле (англ. James Dougan Bolle; 26 июля 1931, Эванстон — 14 апреля 2019) — американский дирижёр и композитор.
Окончил школу в Уиннетке. Учился в Гарвардском колледже (1949—1951) и Антиохийском колледже (1951—1955), затем получил степень магистра музыки в Северо-Западном университете (1968). Изучал игру на скрипке у Эми Нейл и на валторне у Макса Поттага, дирижирование у Рихарда Лерта и Йозефа Розенштока, композицию у Дариуса Мийо. Уже в 1946 году был среди молодых музыкантов первого состава Чикагского молодёжного симфонического оркестра.
В 1966 году основал Монаднокский музыкальный фестиваль (англ. Monadnock Music) в Питерборо, штат Нью-Гемпшир и оставался его музыкальным руководителем до 2008 года. В 1974 году основал в Манчестере (Нью-Гемпшир) Нью-Гемпширский симфонический оркестр и возглавлял его до 2001 года.
Как дирижёр Болле много работал с современными американскими композиторами. В 1993 году Нью-Гемпширский симфонический оркестр под его руководством осуществил мировую премьеру «Метрополисской симфонии» Майкла Догерти, высокое признание получила сделанная Болле запись двух симфоний Вирджила Томсона (1989). В 1996 году он был удостоен Премии Дитсона за заслуги перед американской музыкой.
Среди сочинений Болле видное место занимает опера Oleum Canis (1972; по рассказу Амброза Бирса «Собачье масло»), записанная композитором в качестве дирижёра в 1976 году. Ему также принадлежат пять симфоний, фортепианный, скрипичный, гобойный и кларнетный концерты, четыре струнных квартета, различные камерные и вокальные сочинения.